# DR 137 117 bis 120
| DR 137 117 bis 120 und 296 bis 300 | DR 137 117 bis 120 und 296 bis 300 | DR 137 117 bis 120 und 296 bis 300                                          | DR 137 117 bis 120 und 296 bis 300                        |
| ---------------------------------- | ---------------------------------- | --------------------------------------------------------------------------- | --------------------------------------------------------- |
| historisches Foto                  |                                    |                                                                             |                                                           |
| Nummerierung                       | Nummerierung                       | DR: 137 117–120 DB VT 50 100–103 DEBG / SWEG VT 105e/100e, VT 106e, VT 107e | DR: 137 296–300 DB VT 50 200–204 DEBG / SWEG VT 200e–203e |
| Hersteller                         | Hersteller                         | LHB Breslau                                                                 | LHB Breslau                                               |
| Baujahre                           | Baujahre                           | 1936                                                                        | 1937                                                      |
| Ausmusterung                       | Ausmusterung                       | bis 1975                                                                    | bis 1975                                                  |
| Anzahl                             | Anzahl                             | 4                                                                           | 5                                                         |
| Bauart                             | Bauart                             | Bo’2’ de                                                                    | Bo’2’ de                                                  |
| Gattung                            | Gattung                            | BC4ivt                                                                      | BC4ivt                                                    |
| Spurweite                          | Spurweite                          | 1.435 mm                                                                    | 1.435 mm                                                  |
| Höchstgeschwindigkeit              | Höchstgeschwindigkeit              | 90 km/h mit VS 80 km/h                                                      | 90 km/h mit VS 80 km/h                                    |
| Länge über Puffer                  | Länge über Puffer                  | 22.035 mm                                                                   | 22.035 mm                                                 |
| Gesamtradstand                     | Gesamtradstand                     | 17.800 mm                                                                   | 18.500 mm                                                 |
| Raddurchmesser                     | Raddurchmesser                     | 900 mm                                                                      | 900 mm                                                    |
| Drehgestellradstand                | Drehgestellradstand                | MD = 3.250 mm LD = 3.000 mm                                                 | MD = 3.500 mm LD = 3.000 mm                               |
| Drehzapfenabstand                  | Drehzapfenabstand                  | 14.800 mm                                                                   | 14.800 mm                                                 |
| Dienstmasse                        | Dienstmasse                        | leer etwa 44.700 kg besetzt etwa 49.700 kg                                  | leer 46.000 kg besetzt 51.175 kg                          |
| Bremsen                            | Bremsen                            | Druckluftbremse Bauart Hildebrandt-Knorr                                    | Druckluftbremse Bauart Hildebrandt-Knorr                  |
| Feststellbremse                    | Feststellbremse                    | Handbremse                                                                  | Handbremse                                                |
| InstallierteLeistung               | InstallierteLeistung               | 220 kW (300 PS)                                                             | 220 kW (300 PS)                                           |
| Motorentyp                         | Motorentyp                         | Motorenwerke Mannheim RS 125 S                                              | Motorenwerke Mannheim RS 125 S                            |
| Motorbauart                        | Motorbauart                        | Sechszylinder-Viertakt-Dieselmotor                                          | Sechszylinder-Viertakt-Dieselmotor                        |
| Nenndrehzahl                       | Nenndrehzahl                       | 1.100/min                                                                   | 1.100/min                                                 |
| Leistungsübertragung               | Leistungsübertragung               | elektrisch                                                                  | elektrisch                                                |
| Sitzplätze                         | Sitzplätze                         | 66                                                                          | 66                                                        |
| Stehplätze                         | Stehplätze                         | 44                                                                          | 44                                                        |
| Fußbodenhöhe                       | Fußbodenhöhe                       | 1.240 mm                                                                    | 1.240 mm                                                  |
| Klassen                            | Klassen                            | 2./3.                                                                       | 2./3.                                                     |

Die Triebwagenbaureihe DR 137 117 bis 120 und 296 bis 300 waren vierachsige Triebwagen, die von der Firma Linke-Hofmann Werke in Breslau 1936 bis 1937 für die Deutsche Reichsbahn gefertigt wurden.
Sie waren die letzten vierachsigen Fahrzeuge, die mit dieselelektrischer Leistungsübertragung gefertigt wurden, bevor 1937 mit den 137 241 bis 270 die Serienproduktion mit hydraulischer Kraftübertragung begann. Die Fahrzeuge kamen nach 1945 alle zur Deutschen Bundesbahn. Bei Privatbahnen sind einige Fahrzeuge als Beiwagen noch vorhanden. Dabei soll beim ehemaligen 137 118 die weitere Erhaltung noch nicht geklärt sein.

## Geschichte

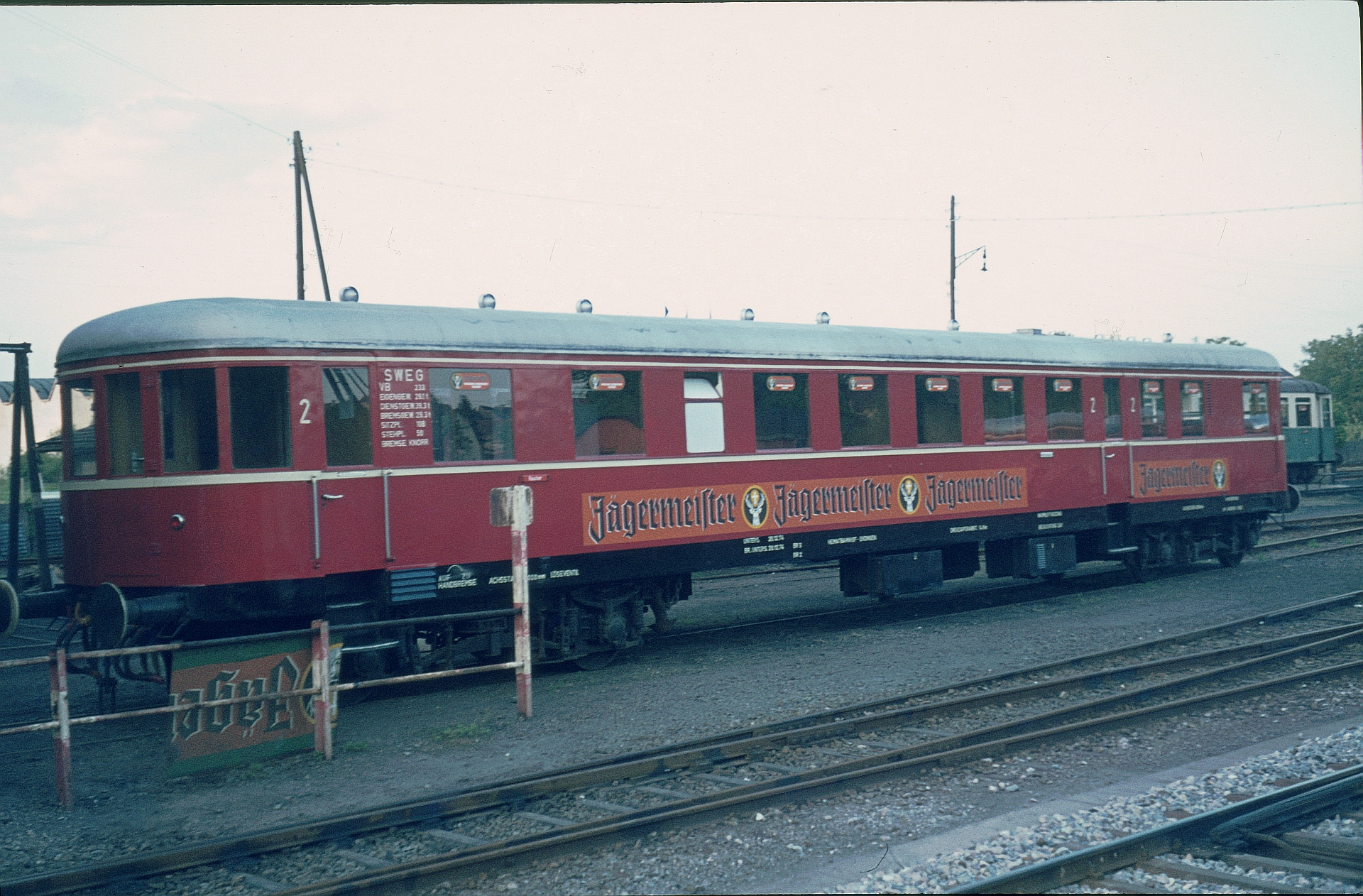
Der ehemalige VT 137 117 als Beiwagen SWEG VB 233 1985 in Endingen

Die Triebwagen dieser Serie sind ebenso wie die 137 025 bis 027 und 137 055 bis 057 als leichte vierachsige Triebwagen mit 300-PS-Motor klassifiziert, im Unterschied zu den genannten Serien wurden die DR 137 117 bis 120 und 296 bis 300 mit dem Motor RS 125 S der Motorenwerke Mannheim ausgerüstet. Gegenüber den drei Probewagen und den sechs folgenden Fahrzeugen wiesen die DR 137 117 bis 120 und 442 bis 461 im Grundriss einige Unterschiede auf.
Das erste ausgelieferte Fahrzeug 137 117 wurde 1936 von der Deutschen Reichsbahn einer ausführlichen Betriebserprobung unterzogen, nach der das Fahrzeug an den Hersteller zu Nachbesserungen zurückgesandt wurde. Danach wurde es zu weiteren Erprobungen von Ende 1936 bis Anfang 1937 bei der LVA Grunewald verwendet. Die anderen inzwischen ausgelieferten Triebwagen 137 118 und 137 119 mussten zu Nacharbeiten an den Hersteller zurückgegeben werden. Danach waren sie vorrangig im Raum Nürnberg eingesetzt. Alle Triebwagen überstanden die Kriegszeit und waren danach im Bereich der Deutschen Bundesbahn vorhanden. Dort erhielten sie die Bezeichnung VT 50 100–103 (die ehemaligen 137 117–120) und VT 50 200–204 (die ehemaligen 137 296–300). Sie waren bis 1955 im Einsatz. Zwei Wagen wurden danach zu Beiwagen umgebaut und bis in die 1960er Jahre im Dienst.

## DEBG VT 105e–107e und 200e–203e
VT 50 101–103 und VT 50 200–204 wurden 1956 an die Deutsche Eisenbahn-Betriebsgesellschaft verkauft und als VT 105e–107e und 200e–203e bezeichnet. Sie gingen 1963 an die Südwestdeutsche Verkehrs-Aktiengesellschaft über, der bei der Kleinbahn Voldagsen–Duingen–Delligsen eingesetzte VT 105e allerdings erst 1967, er bekam die Nummer VT 100e.
Die Fahrzeuge der DEBG wurden 1966 bis 1970 ausgemustert. Zwei Fahrzeuge wurden danach als Beiwagen bis 1985 eingesetzt, der ehemalige VT 137 118 gelangte danach zu VEFS in Bocholt und danach zur Rheindampf GmbH in Issum. Das Fahrzeug war 2003, wenn auch mit Brandschäden, vorhanden.

## Konstruktive Merkmale
Vom Wagenkasten her waren die Fahrzeuge bis auf ein Halbabteil den 137 111 bis 116 identisch. Zwischen den beiden Serien der 137 117 bis 120 und 296 bis 300 gab es Unterschiede bei der Ausführung des Maschinendrehgestells; während die 137 117–120 Drehgestelle mit unsymmetrisch liegenden Drehzapfen hatten, lag dieser bei den VT 137 296–300 genau in der Mitte. Das ergibt die unterschiedlichen Achsmaße der Drehgestelle.
Die Maschinenanlage entsprach in ihrem grundsätzlichen Aufbau ebenfalls den 137 111 bis 116; lediglich der Antriebsmotor ist bei den 137 117 bis 120 und 296 bis 300 mit der Bauform RS 125 S der Motorenwerke Mannheim ausgeführt. Dieser ist ein Sechszylinder-Viertakt-Dieselmotor ohne Kompression, er leistete 220 kW (300 PS) bei 1.100 Umdrehungen pro Minute. Angelassen wurde er vom Hauptgenerator. Die Steuerung des Triebwagens wurde mit der RZM-Schaltung gegenüber den Vorgängerfahrzeugen weiterentwickelt. 
Die Triebwagen hatten ein Bordnetz von 110 V Gleichspannung. Dieses wurde von einem Hilfsgenerator und bei Stillstand des Motors von einer Batterie mit 200 Ah gespeist. 